# Čačak
Čačak (in serbo Чачак?) è una città della Serbia Centrale situata nel distretto di Moravica. Ha una popolazione di circa 118 423 abitanti.

## Geografia fisica
La città è localizzata circa 140 km a sud di Belgrado ad un'altitudine di 204 m s.l.m. nel mezzo di un territorio montuoso attraversato dal fiume Morava Occidentale, la superficie complessiva della città è pari a 636 km³ e il territorio cittadino si divide nei seguenti quartieri:
- Čačanska Kotlina (area agricola) situato ad un'altitudine compresa fra i 200 e il 300 m s.l.m.
- Brežuljkasto (area montuosa) dai 300 ai 500 m.
- Planinski Predeo (area montuosa) dai 300 fino ai 985 m.

Alcuni monti situati nei pressi della città sono compresi in un'area protetta.

## Storia
I più antichi ritrovamenti archeologici effettuati nell'area risalgono all'età della pietra, tra l'8000 a.C. e il 3000 a.C. Sono stati rinvenuti gioielli dell'età del bronzo e un luogo di sepoltura risalente al 500 a.C. presumibilmente destinato a famiglie nobili in quanto ricco di gioielli, ornamenti e monete. Le scoperte riguardano anche manufatti e attrezzature agricole di epoca romana.
I più antichi ritrovamenti che testimoniano l'insediamento di popolazioni serbe nell'area risalgono al X secolo.
All'epoca di Stefan Nemanja, tra il 1168 e il 1189 l'area era dominata dal fratello Stracimir Zavidović che vi eresse il convento di "Gradac".
La prima citazione ufficiale di Čačak è in un documento datato 18 dicembre 1408.
In epoca ottomana l'area fu al centro di disordini fra le truppe ottomane e quelle dell'Impero austro-ungarico, in particolare durante la guerra austro-turca, negli anni 1683-1699 quando le truppe austriache penetrarono nel paese fino a Čačak sfruttando le sollevazioni della popolazione contro la dominazione ottomana. Due anni dopo però i turchi riconquistarono la zona e penetrarono fino al confine occidentale della Serbia. Seguirono due anni di pace fino ai nuovi scontri degli anni 1716-1738. A quest'epoca Čačak era composta da circa 150 edifici e fu liberata solo dopo la Pace di Passarowitz, firmata a Požarevac nel 1717. La successiva offensiva ottomana fu fatale alla città, fu infatti completamente devastata da un incendio nel 1738.
La prima guerra mondiale vide Čačak impegnata contro l'esercito austro-ungarico. Il rapporto era di un soldato serbo contro tre austriaci, ma Čačak resistette eroicamente. Le perdite furono però elevatissime. In pratica furono annientate due generazioni di uomini e ragazzi in grado di combattere, con un conseguente impoverimento della popolazione sopravvissuta.
Nel 1944, Čačak divenne famosa per la battaglia contro la 7ª Divisione delle SS-Gebirgs-Division Prinz Eugen. Questa divisione delle SS tedesche era composta da uomini tedeschi, ma di origine balcanica. Conoscevano quindi il territorio e la lingua, ma nulla riuscirono a fare contro i partigiani di Tito.
Nel 1999 la città venne bombardata dagli aerei NATO.

## Monumenti, cultura e tradizioni
Nel centro della città si possono ammirare i resti di alcune mura romane risalenti al III secolo.
Tra i monumenti che possiamo visitare, si contraddistinguono i monasteri e le chiese, naturalmente di culto ortodosso. Questo è un segno della cultura religiosa del popolo, nonostante le politiche avverse che si sono succedute nel corso degli anni. Ci sono 10 monasteri nella zona del monte Kablar che sovrasta Čačak. La loro costruzione risale alle famiglie nobili dei Nemanjić, Lazarević e Branković.  In essi sono custoditi importanti manoscritti.
Una simpatica tradizione è quella che si svolge nel tempo pasquale e precisamente il Venerdì Santo. In questo giorno si dipingono le uova. La domenica di Pasqua ci si reca a dare gli auguri nelle case del vicinato con il proprio uovo dipinto e si sbatte l'uovo con l'uovo del vicino. La Pasqua più bella sarà della persona a cui non si è rotto l'uovo.

## Architettura e urbanistica

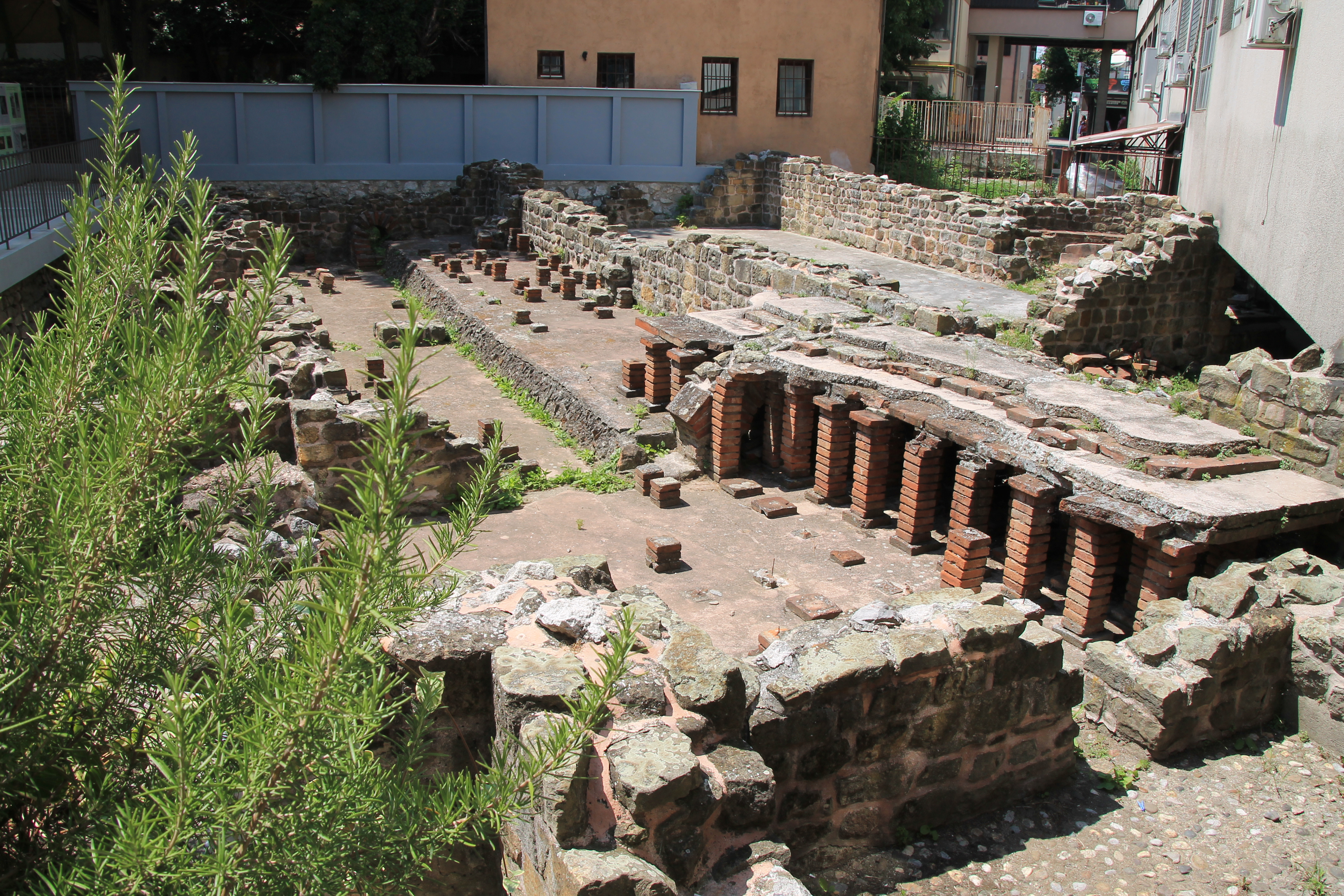
Bagni romani

Čačak è una delle città con una lunga e continua storia di abitazione. Diverse culture si sono sviluppate su questa terra, lasciando influenze durature sulla struttura urbana e arricchendola con reperti archeologici. Tra questi, i bagni romani costituiscono le prime testimonianze materiali della storia della città, risalenti al IV secolo d.C., quando questa zona faceva parte della provincia romana della Dalmazia. Questi bagni illustrano il livello culturale della regione nei secoli antecedenti all'arrivo dei serbi.

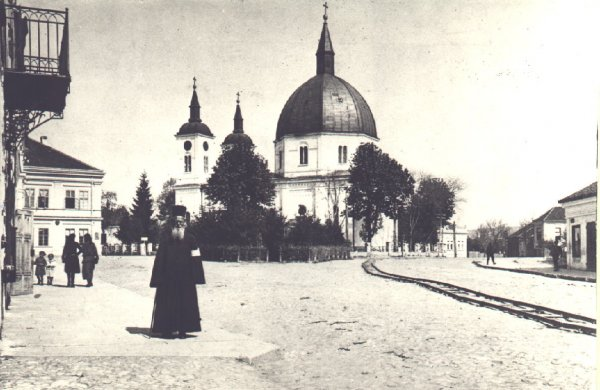
Città vecchia - La chiesa

La prima menzione scritta di un edificio nella Čačak attuale compare nello Typikon di Studenica (1207-1215), dove si fa riferimento alla Chiesa di Nostra Signora di Gradac, costruita da Stracimir e dedicata all'Ascensione di Cristo, situata sul sito dell’attuale chiesa di Čačak.
L'assetto urbano di Čačak riflette uno sviluppo non pianificato e organico, modellato da condizioni naturali e da influenze umane nel tempo. I ritrovamenti medievali e antichi non definiscono la struttura attuale della città, ma suggeriscono l’estensione delle prime espansioni.

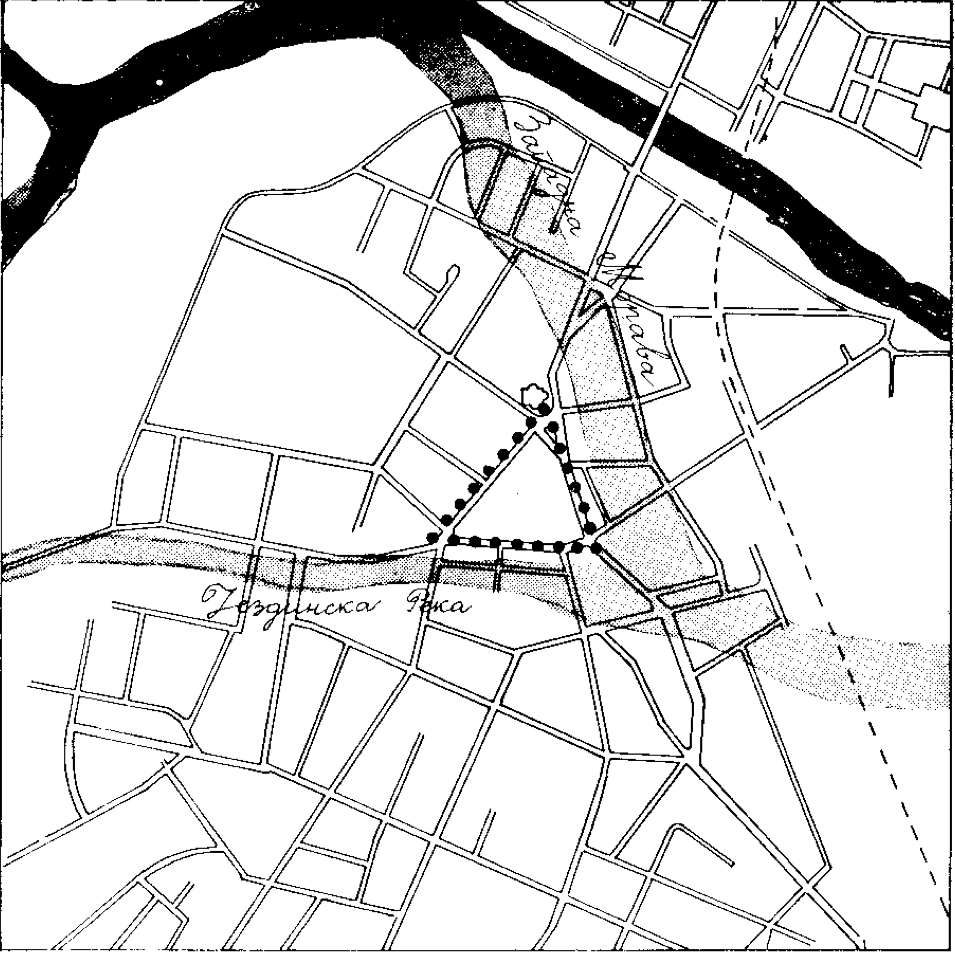
Il blocco triangolare - a metà del XIX secolo Morava Occidentale scorreva molto più vicino al centro città, immediatamente ad est della chiesa.

L’attuale configurazione urbana di Čačak prese forma durante il XIX secolo in due fasi principali. La prima fase si verificò sotto il governo del principe Miloš Obrenović, quando il nucleo cittadino si sviluppò attorno alla chiesa, con una piazza nel lato sud-orientale di un blocco triangolare. Nella seconda metà del secolo, Čačak si espanse ulteriormente grazie al rafforzamento della sua economia, vedendo l’emergere dei primi edifici industriali e il rinnovamento degli edifici pubblici. Un esempio rappresentativo della prima fase è il Konak di Gospodar Jovan, mentre un edificio classicista, la sede centrale del distretto, esemplifica la seconda fase. Molti edifici ottocenteschi, però, furono costruiti con materiali più fragili, limitando la loro longevità. Alla fine del XIX e agli inizi del XX secolo, molti di questi edifici furono sostituiti da strutture più robuste, mantenendo tuttavia il modello urbano esistente. In questo periodo si osserva una crescita di negozi e laboratori artigianali nel centro, mentre gli edifici residenziali con cortili e giardini si trovavano alla periferia.
Il primo piano regolatore completo per Čačak fu redatto nel 1860 dall’ingegnere Dragoljub Urgičić, anche se non è stato conservato. Un secondo piano, completato nel 1893 dagli ingegneri Svetozar Jovanović e Stanislav Kučevski, segnò il primo progetto organico di sviluppo urbano della città, rappresentando un approccio conservativo e rispettoso del layout esistente, che permetteva al contempo una crescita ordinata.
Le cartoline dei primi del XX secolo mostrano Čačak come una silhouette aperta e tentacolare, incastonata in un bacino panoramico, dove le sue forme irregolari si armonizzano con le strade e le aree verdi.
In conclusione, le strade di Čačak nella prima metà del XX secolo conservavano un carattere distintivo e prezioso, con un potenziale di trasformazione che avrebbe continuato a modellare il paesaggio urbano serbo.

## Economia
Dall'inizio del XX secolo Čačak è stato uno dei maggiori centri economici della Serbia. In primo luogo l'industria per la lavorazione del metallo con le principali fabbriche “Sloboda” e “Cer”, poi la produzione della carta e le industrie chimiche; è anche molto sviluppata l'agricoltura.
L'economia della città, come quella dell'intero paese, subì i contraccolpi della guerra in Bosnia. Inoltre, nel 1999, vi furono degli intensi bombardamenti da parte della NATO (durati ben 78 giorni) che distrussero case, ponti, fabbriche e strade. Fortunatamente vi furono poche vittime ma i bombardamenti hanno lasciato, oltre ai residui dell'uranio impoverito, un sentimento anti-americano nella popolazione.
Ultimamente l'economia della città si è sviluppata verso il commercio in generale centri commerciali, il commercio di automobili e soprattutto autodemolizioni. È anche sede di molte piccole fabbriche private, divenendo così l'area più sviluppata della Serbia centrale.

## Sport
Čačak è conosciuta come Città della pallacanestro, e il Borac Čačak è la principale squadra della città.
Il FK Borac Čačak è il massimo club calcistico cittadino, che milita nella massima divisione serba.

## Amministrazione

### Gemellaggi
- Katerini
- Bratunac
- Brezno
- Valašské Meziříčí